# 金沢フォーラス
金沢フォーラス（かなざわフォーラス、英: KANAZAWA FORUS）は、石川県金沢市堀川新町にある株式会社OPAが運営する複合商業施設（ファッションビル）である。
フォーラスの他店舗はジャスコから業態転換しているが、金沢フォーラスはフォーラス業態で唯一の新規出店店舗となっている。2024年（令和6年）3月以降は全国で唯一営業しているフォーラス店舗である。

## 概要
ジェイアール西日本不動産開発（当時、現在のJR西日本不動産開発）が金沢市金沢駅北土地区画整理事業施行地に開発した金沢駅前開発ビル（現在のビル名はJR金沢駅NKビル）にイオン株式会社（当時）のフォーラス事業部が入居・出店となり、2006年（平成18年）11月2日に開業した。金沢市の市街地においての大型商業施設では、1985年（昭和60年）に開業したKOHRINBO109（当時、現在の香林坊東急スクエア）以来21年ぶりの開業となった。
8階建てで、商業施設は7階のフロア構成となっている。7階にはシネマコンプレックスのイオンシネマ、6階にはフードコート（KUUGO）など約180店のテナントが入居している。

## 歴史
- 2006年（平成18年）[1]
  - 11月1日：約1万人の招待客を招きプレオープン[4][3]。
  - 11月2日：フォーラス7号店としてグランドオープン[2][3]。開業から3日間は、北陸本線（当時）金沢駅に発着する臨時列車の運行（計42本）および列車の増結（3両→6両）を実施[2]。
- 2008年（平成20年）6月20日：イオンの持株会社化に伴い、運営がイオンリテールに移管される[10]。
- 2016年（平成28年）3月1日：イオンリテールのビブレ・フォーラス事業本部が株式会社OPAへ移管されたことに伴い[9]、運営会社が株式会社OPAに変更[9]。
- 2024年（令和6年）3月1日：この日より仙台フォーラスが長期休業に入ったため[11][12]、当店舗が全国唯一のフォーラス営業店舗となった。

## 各階フロア構成
現在のテナントの詳細は、公式サイトのフロアガイドを参照の事。
| 階 | フロア概要 |
| -- | --- |
| 7F | シネマ・カフェ&レストラン（イオンシネマ金沢フォーラス） |
| 6F | ダイニングリゾート KUUGO |
| 5F | ファニチャー&グッズ・キッズ・ブック（ロフト（2021年（令和3年）10月8日に片町きららより移転してオープン）、島村楽器、MIHON-ICHI KANAZAWA（インキュベーションショップ）、無印良品、ポケモンセンターカナザワ（北陸地方で初出店）、金沢ゲーマーズ（「ラブライブ!蓮ノ空女学院スクールアイドルクラブ」オフィシャルタイアップショップ）） |
| 4F | メンズ&レディスファッション |
| 3F | ヤングレディスファッション |
| 2F | レディスファッション |
| 1F | レディス&メンズファッション・スイーツ |

### イオンシネマ金沢フォーラス
金沢フォーラス7階に所在するシネマコンプレックス。
開業当初はイオンシネマズによる運営であったが、2013年7月1日にワーナー・マイカルとの合併に伴い、イオンエンターテイメントによる運営に変更された。イオンシネマズが運営していた劇場では唯一ファッションビルに入居している。
2021年2月27日に約 1.5 倍の広さを確保し、パーテーションを設置した「アップグレードシート」（以下表、US）を全スクリーンに新設した。
| No. | 座席数 | 座席数 | 座席数 | 備考   |
| No. | 通常   | US     | 車椅子 | 備考   |
| --- | ------ | ------ | ------ | ------ |
| １  | 208    | 13     | 2      |        |
| 2   | 208    | 13     | 2      | 3D対応 |
| 3   | 110    | 13     | 2      |        |
| 4   | 132    | 13     | 2      |        |
| 5   | 142    | 13     | 2      | 3D対応 |
| 6   | 74     | 9      | 2      |        |
| 7   | 60     | 10     | 2      |        |
| 8   | 92     | 10     | 2      |        |
| 9   | 92     | 10     | 2      |        |

## 交通アクセス
公共交通機関（鉄道）
- 西日本旅客鉄道（JR西日本）・IRいしかわ鉄道 金沢駅より徒歩約1分。
- 北陸鉄道浅野川線 北鉄金沢駅より徒歩約1分。

公共交通機関（路線バス）
- 金沢駅兼六園口(東口)バスターミナル（北鉄・西日本JRほか）前に位置している。

自動車
- 北陸自動車道 金沢東ICまたは金沢西ICより約15分。